# Hugo Ruppe

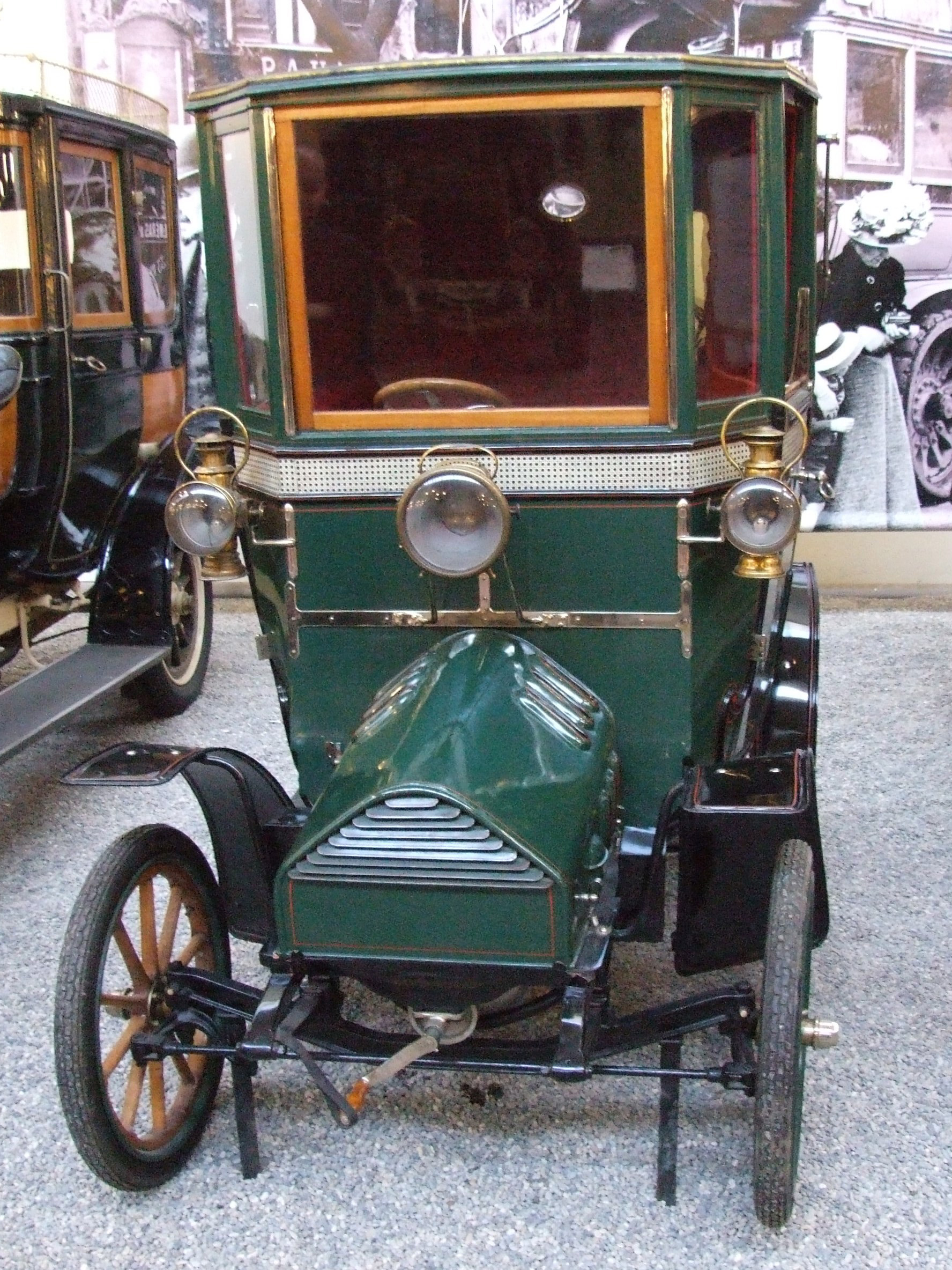
Der Piccolo von Hugo Ruppe, 1907, 7 PS, 2 Zylinder, 794 cm³, 50 km/h, Collection Schlumpf, Mülhausen, Frankreich

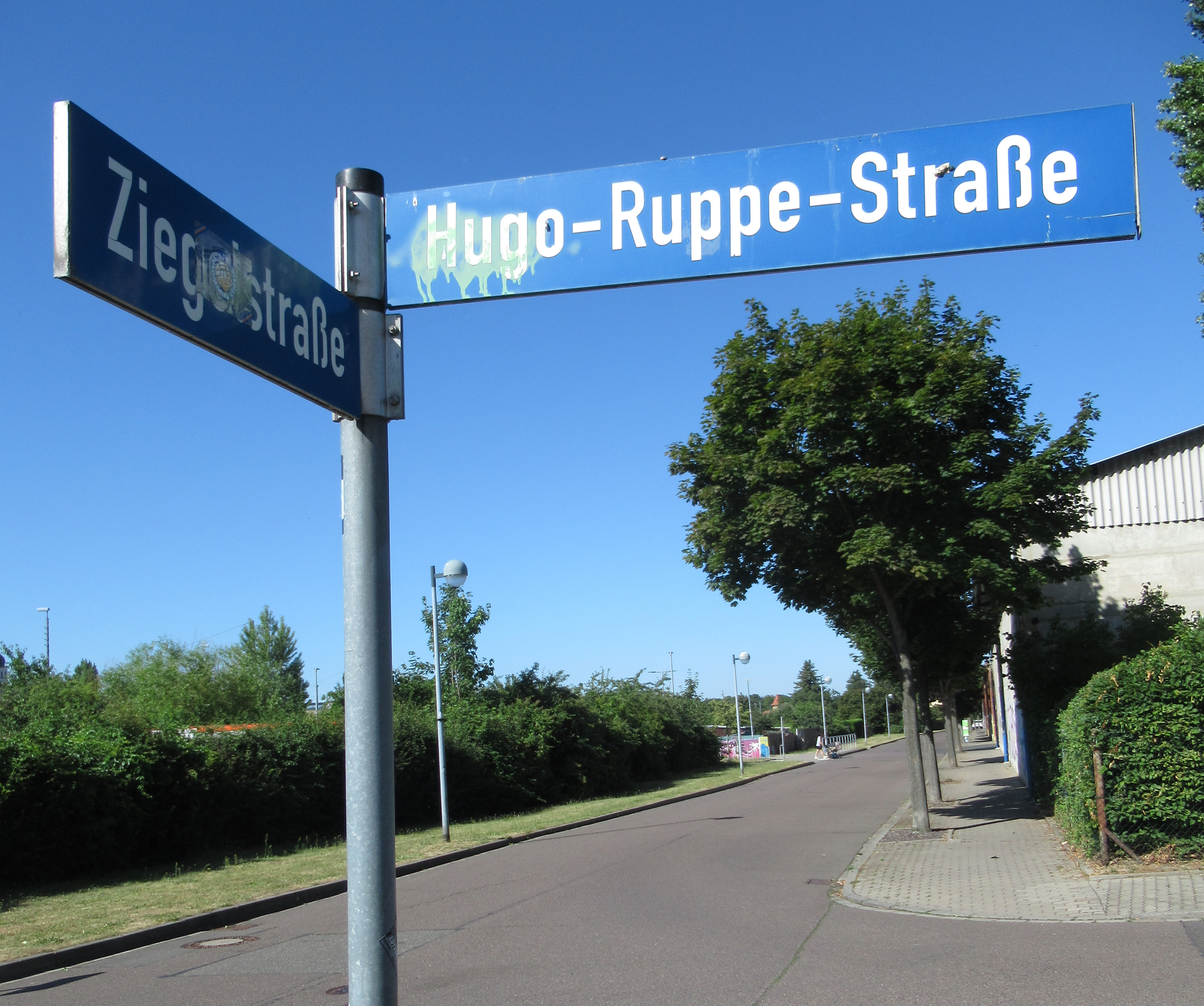
Hugo-Ruppe-Straße in Markranstädt (in der Nähe der Autofabrik)

Hugo Ruppe (* 15. August 1879 in Apolda; † 23. Januar 1949 in Zschopau) war ein deutscher Maschinenbauingenieur, Unternehmer und Automobilpionier.

## Leben
Hugo Ruppe arbeitete nach seinem Maschinenbaustudium am Technikum Ilmenau im Betrieb seines Vaters in Apolda – A. Ruppe & Sohn, 1904 zur Aktiengesellschaft umgewandelt und nach dem Ausscheiden der Familie Ruppe 1912 in Apollo-Werke AG umbenannt. Dort entwickelte er preisgünstige Automobile, die Typen Apollo und Piccolo. Schon 1903 präsentierte er sein erstes selbstentwickeltes Motorrad, die Apoldiana.

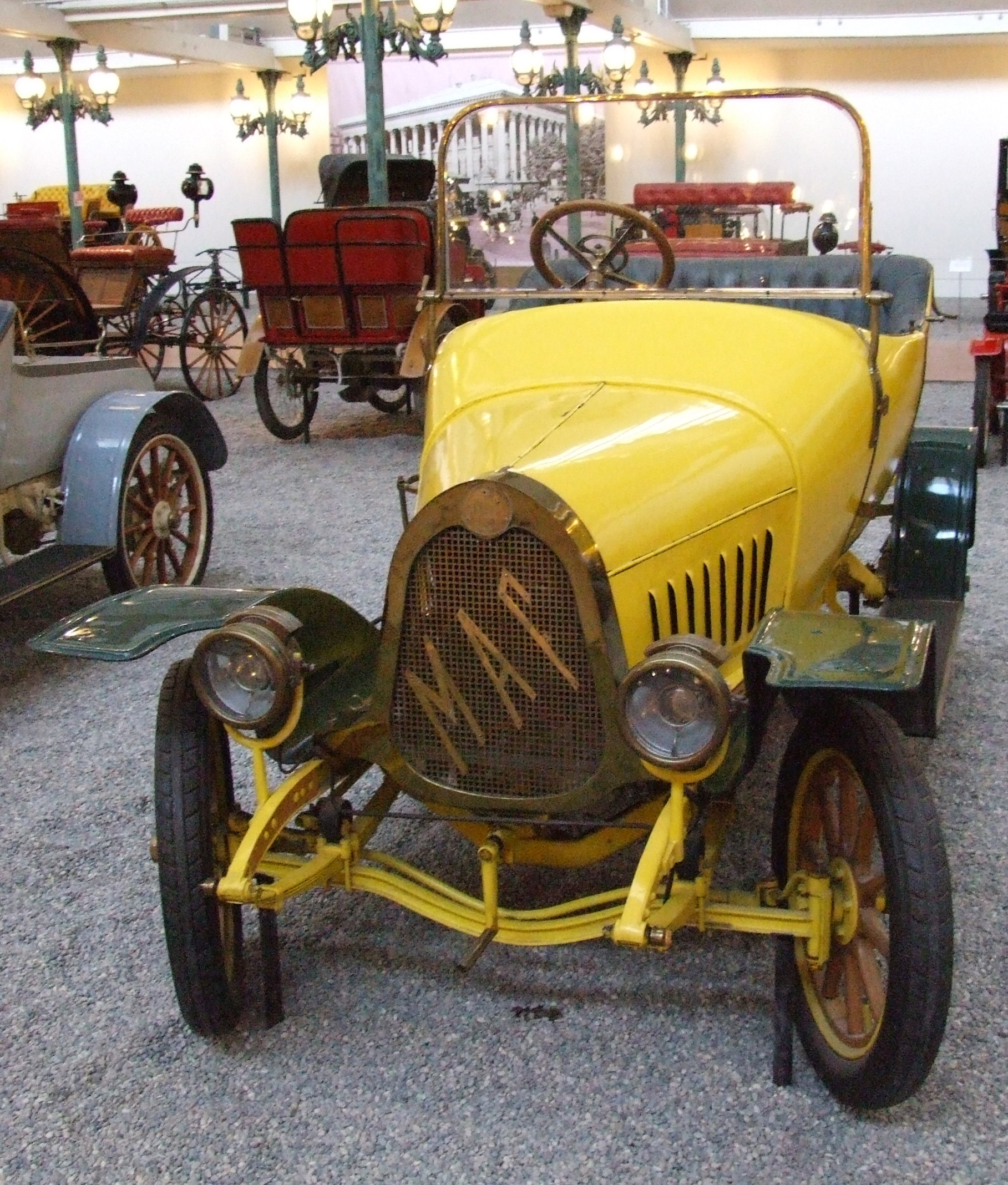
Hugo Ruppes MAF Torpedo F5, 1914, 4 Zylinder, 1375 cm³, 14 PS, 70 km/h, Cité de l’Automobile – Musée National – Collection Schlumpf, Mülhausen, Frankreich

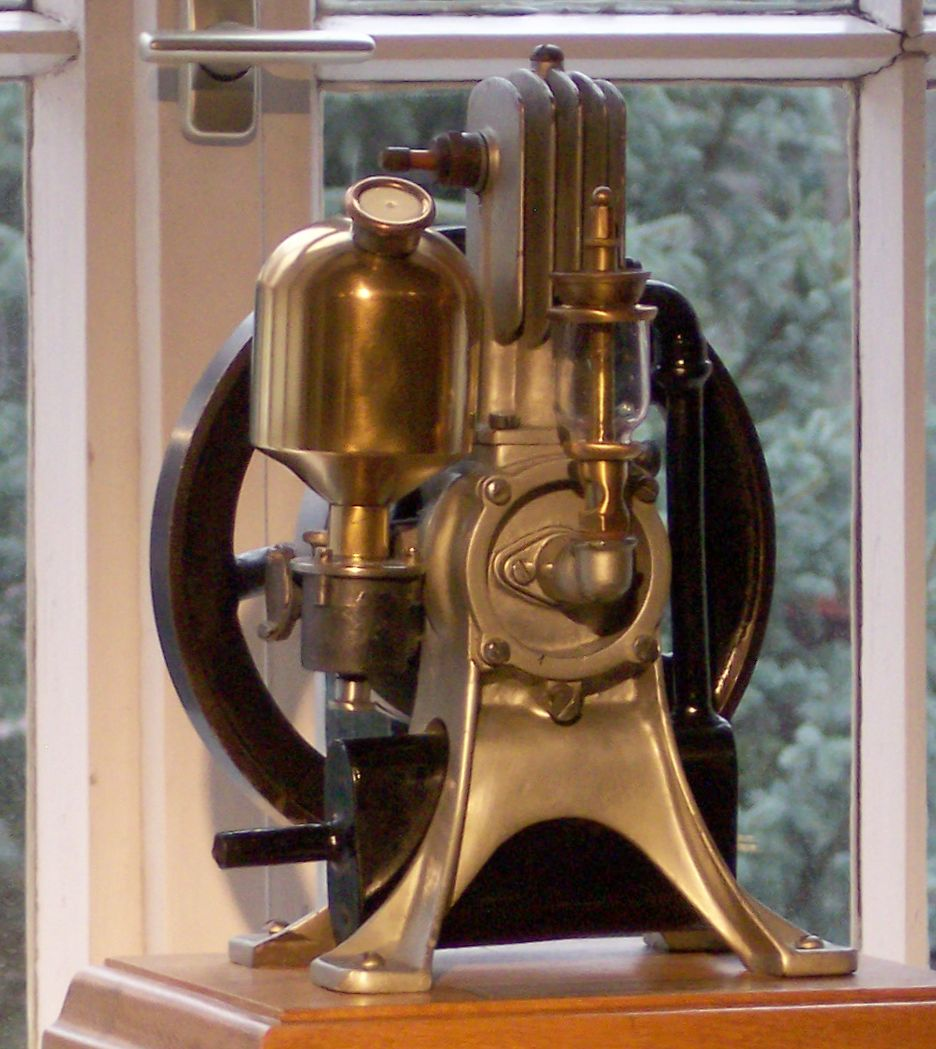
Spielzeugmotor von Ruppe, Baujahr 1919

Ruppe verließ 1907 nach Meinungsverschiedenheiten mit seinen Brüdern das Familienunternehmen und gründete in Markranstädt die Markranstädter Automobilfabrik Hugo Ruppe (MAF). Das Unternehmen produzierte Kleinwagen mit luftgekühlten Viertaktmotoren.
Hugo Ruppe war zwar ein guter Ingenieur, aber ein schlechter Geschäftsmann. Bereits 1911 stand sein Unternehmen vor dem finanziellen Aus und musste Konkurs anmelden. Die MAF wurde von einer Investoren-Gruppe aufgekauft, Ruppe arbeitete als technischer Direktor und leitender Konstrukteur weiter. Für seinen guten Ruf als Konstrukteur spricht auch, dass das Unternehmen nach der Sanierung unter der Firma Markranstädter Automobilfabrik vormals Hugo Ruppe GmbH (MAF) fortgeführt wurde. In dieser Zeit machte Ruppe auch erste Versuche mit Zweitaktmotoren und Schwungrad-Zündmagneten.
Beim Ausbruch des Ersten Weltkriegs wurde er 1914 zum Kriegsdienst einberufen. Nach seiner Rückkehr von der Front kehrte er 1918 nicht nach Markranstädt zurück.  Er entwickelte einen Spielzeugmotor, der als Konkurrenz zur Spielzeugdampfmaschine erdacht war. Diese Konstruktion stellte Ruppe 1918 in Zschopau dem Ingenieur und Unternehmer Jørgen Skafte Rasmussen vor, der ihn im September 1918 für sein Unternehmen engagierte und den DKW-Spielzeugmotor unter dem Slogan „D.K.W. – Des Knaben Wunsch“ produzierte.
DKW-Verkaufsschlager des Jahres 1921 war der aus dem Spielzeugmotor von Ruppe weiterentwickelte, vergrößerte und serienreife 1-PS-Fahrrad-Hilfsmotor, bei dem DKW nunmehr für „Das Kleine Wunder“ stand, für das mit dem Spruch „… fährt bergauf wie andere runter!“ geworben wurde.
Unterschiedlicher Ansichten – Rasmussen strebte nach einer rationellen Serienfertigung in großen Stückzahlen, Ruppe dagegen war vordergründig an laufenden Verbesserungen der Produkte interessiert – führten zu ersten Unstimmigkeiten zwischen beiden. Ferner ließ Rasmussen auf seinen Namen bzw. sein Unternehmen drei Gebrauchsmuster auf von Ruppe entwickelte technische Einzelheiten des Spielzeugmotors eintragen. Ruppe verließ daraufhin DKW bereits 1920.
Er ging nach Berlin und gründete die Bekamo. Hier wurden Zweitaktmotoren mit Kolbenladepumpe, Leichtmetall-Zylinder mit Graugusslaufbuchsen, Leichtmetall-Kolben, abnehmbaren Aluminium-Zylinderköpfen und origineller Spülluftsteuerung gebaut. Diese Motoren waren damals die mit Abstand leistungsstärksten Zweitaktmotoren, aber in der Herstellung sehr aufwendig. Infolge der hohen Kosten blieb auch diese Unternehmung ohne wirtschaftlichen Erfolg und musste 1925 aufgegeben werden.
Nach kurzer Tätigkeit bei der von Jørgen Skafte Rasmussen als Tochtergesellschaft und Zulieferer gegründeten Metallwerke Frankenberg GmbH (Vorgängerin der Framo) in Frankenberg gründete Hugo Ruppe in Festenberg in Schlesien ein neues Unternehmen unter der Firma Kaehlert & Ruppe, das im Zuge der Weltwirtschaftskrise Anfang der 1930er-Jahre ebenfalls aufgegeben wurde. Ruppe überlebte die Wirren des Zweiten Weltkriegs und suchte bei Kriegsende Zuflucht in Gornau bei Zschopau. Seine Bemühungen, zusammen mit dem Zschopauer Elektrofachhändler Otto Vogel (1906–1996) die Produktion von kleinen Notstromaggregaten aufzuziehen, schlug fehl. Ruppe starb 1949 verarmt und vereinsamt im Krankenhaus von Zschopau.

## Bedeutung
Vermutlich noch während des Ersten Weltkriegs entwarf Hugo Ruppe einen als Spielzeugmotor gedachten Zweitakt-Explosionsmotor mit 18 cm³ und 0,25 PS. Diesen Motor baute er bei der Zschopauer Maschinenfabrik J. S. Rasmussen unter der Bezeichnung Des Knaben Wunsch (DKW). Die Weiterentwicklung zum Fahrradhilfsmotor mit 118 cm³ unter der Bezeichnung Das Kleine Wunder verhalf DKW zum Durchbruch – das Unternehmen war 1928 die größte Motorradfabrik der Welt.

## Patentanmeldungen
Zu seinen patentierten Erfindungen zählen u. a. ein Schwungradzünder, ein Fahrradantrieb mit umlaufendem Boxermotor, aber auch eine „Pumpenanlage, insbesondere zum Sprengen von Gartenbeeten“.